# Siège de Melilla (1694-1696)
Pour les articles homonymes, voir Siège de Melilla.
Le siège de Melilla de 1694-1696 est une tentative marocaine de prendre la ville de Melilla, préside espagnol au nord de l'Empire chérifien.

## Contexte
Après avoir consolidé son pouvoir, le sultan Moulay Ismaïl décide de mettre un terme à la présence chrétienne dans le pays. Pour cela, il s'appuie sur le Jaych Ar-Rifi fondée en 1678, composée essentiellement de combattants issus des tribus berbères rifaines, réputées guerrières. Le Maroc remporte plusieurs succès contre les Espagnols, avec la libération de Maâmora en 1681, Larache en 1687, et Assilah en 1691. La ville de Tanger est également reprise aux Anglais en 1684. Une tentative sur Oran est cependant repoussée par les Espagnols en 1693.
La ville de Melilla occupée par les Espagnols depuis 1497, est constamment harcelée par les tribus rifaines voisines. Elle a connu récemment plusieurs attaques en 1667, 1678, 1679 et 1687, dans lesquelles les Espagnols perdent de nombreux postes avancés qui avaient été arrachés au prix de lourdes pertes.

## Déroulement
Le 3 septembre 1694, le sultan marocain Moulay Ismaïl assiège Melilla, protégée par une quadruple enceinte, à l'aide d'une importante armée, renforcée par d'importants contingents provenant des tribus rifaines Qelaya et Bakkouya. Il ordonne également dans le même temps le siège de Ceuta.
Les Marocains mènent une audacieuse attaque contre la place, qui est repoussée par la garnison espagnole de Melilla. Ils établissent ensuite un blocus de la ville, rendant impossible tout approvisionnement par terre. De plus, certains Rifains retranchés sur le cap des Trois Fourches, avec une vue imprenable sur Melilla et sa plage, tentent à plusieurs reprises d'intercepter certains navires isolés, et donc de bloquer l'approvisionnement par mer de la ville. Devant le manque de résultat, le siège est finalement abandonné en 1696.

## Sources

### Sources bibliographiques
1. 1 2  Rézette 1976, p. 37
2. ↑  M. Hart 2000, p. 214-215
3. ↑  M. Hart 1976, p. 350-351
4. ↑  Hamet 1923, p. 350
5. ↑  Rézette 1976, p. 31
6. ↑  Institute of International Law 1894, p. 231
7. ↑  L'Afrique française 1925, p. 498
8. 1 2 3 4  Institute of International Law 1894, p. 232
9. 1 2  Rézette 1976, p. 38
10. ↑  Pezzi 1893, p. 116

#### Francophone
- Robert Rézette, Les enclaves espagnoles au Maroc, Nouvelles éditions latine, 1976, 190 p. (lire en ligne)
- Ismaël Hamet, Histoire du Maghreb : cours professé à l'Institut des hautes études marocaines, E. Leroux (Paris), 1923, 501 p. (lire en ligne)
- Institute of International Law, Revue de droit international et de législation comparée : Volume 26, 1894, 668 p. (lire en ligne)
- Comité de l'Afrique française et Comité du Maroc, L'Afrique française : bulletin mensuel du Comité de l'Afrique française et du Comité du Maroc, (Paris), année 1925 (lire en ligne)

#### Anglophone
- (en) David M. Hart, Tribe and Society in Rural Morocco, Alger, Psychology Press, 2000, 302 p. (lire en ligne)
- (en) David M. Hart, The Aith Waryaghar of the Moroccan Rif : An Ethnography and History, U. of Arizona P., 1976, 580 p.

#### Hispanophone
- (es) Rafael Pezzi, Los presidios menores de África y la influencia española en el Rif, Fortanet, 1893, 302 p. (lire en ligne)